# Eugène Raviart
Pour les articles homonymes, voir Raviart.
Eugène Raviart (Beauvais, 11 décembre 1876 - Paris 7e, 30 novembre 1954) est un avocat français.
Docteur en droit de l'Université de Paris, il exerce plusieurs années en tant qu'avoué de première instance avant de devenir avocat à la Cour d'appel de Paris. Parallèlement à l'avocature, il fonde l'Association nationale des juges de paix suppléants, dont il assure la vice-présidence, et enseigne la procédure à l'École polytechnique de droit de Paris.
Il est un auteur prolifique d'ouvrages juridiques essentiellement destinés aux praticiens.

## Principales publications
- Du recouvrement des frais dus aux avoués, Marchal et Billard, 1901.
- Le tarif des avoués de première instance, Aux Bureaux des Lois Nouvelles, 1931.
- Les tribunaux de commerce. Traité-formulaire de l'organisation, des règles et des usages des Tribunaux de commerce et de la procédure commerciale. À l'usage des magistrats consulaires, avocats, avoués, agréés, syndics, mandataires et justiciables des tribunaux de commerce, Éditions Godde, 1932.
- Traité-formulaire de procédure générale, Marchal et Billard, 1933.
- Guide-Manuel du clerc d'avoué, Marchal et Billard, 1936.
- Guide-Manuel de l'avocat inscrit à un barreau, Marchal et Billard, 1937.
- Guide-Manuel de procédure en justice de paix, Marchal et Billard, 1939.
- Traité-formulaire de la saisie immobilière, de sa surenchère et de la folle-enchère, d'après le décret du 17 juin 1938, Marchal et Billard, 1939.
- Guide-Manuel des officiers de justice militaire et des greffiers des tribunaux militaires, LGDJ, 1940.